# 小行星3880
小行星3880（英語：3880 Kaiserman）是一颗围绕太阳公转的小行星。1984年11月21日，卡羅琳·舒梅克、尤金·舒梅克在帕洛马山发现了此天体。
这颗小行星的绝对星等为59.04314918201484等。